# Strava v letecké dopravě
Téměř všechny letecké společnosti nabízejí cestujícím různé druhy stravy podle jejich zdravotního stavu, přesvědčení, či náboženského vyznání. Běžně musí být speciální strava objednána několik hodin nebo dnů před odletem, a v případě, že se tak nestane, bude cestujícím podáno standardní občerstvení daného letu.
Existuje několik[Kolik?] druhů stravy, ke kterým jsou přiřazeny zkratky, některé však nemusí být zcela běžné.

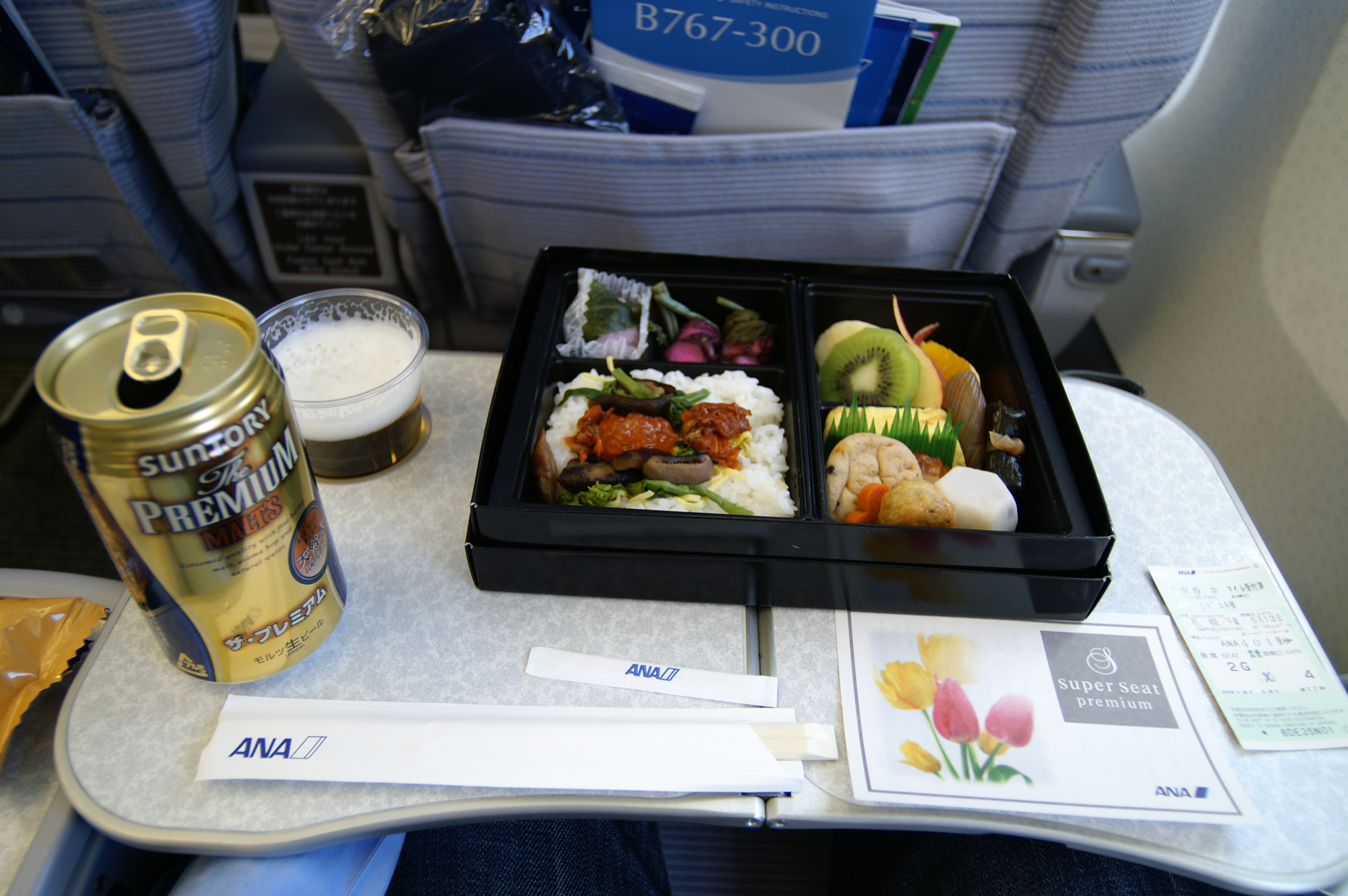
Příklad stravování v letadle

## Druhy stravy spojené se zdravotními obtížemi
- BLML – žaludeční vředy, střevní obtíže – nedráždivé, nekořeněné nebo pouze lehce kořeněné jídlo chudé na vlákninu a tuky, nejsou použity cibule, česnek ani ořechy
- DBML – cukrovka, intolerance glukózy – diabetické jídlo neobsahuje složky s čistým cukrem jako džemy, marmelády, limonády, sladkosti, zmrzlinu nebo sladké sušenky, množství tuku je také striktně omezeno
- GFML – alergie na lepek – bezlepková dieta – enteropatie, alergie na pšenici – bezlepkové jídlo neobsahující pšenici, žito, oves ani ječmen
- HFML – vlákninová dieta
- LCML – nadváha – nízkokalorické jídlo bez použití cukru a složek jej obsahujících
- LFML – kardiovaskulární nemoci – netučné nebo málo tučné jídlo bez cholesterolu
- LPML – obtíže ledvin a jater – nízkoproteinové jídlo, složky obsahující vysoký podíl bílkovin, jako ryby, maso, vejce, některé mléčné produkty, luštěniny nebo želatina, nejsou příliš mnoho použity
- LSML – vysoký krevní tlak – hypertenze, neslaná dieta – nesolené nebo málo solené jídlo, často se nepoužívají ingredience obsahující velké množství soli jako polotovary, masový nářez nebo sýr
- NLML – intolerance laktózy, alergie na mléko – nejsou použity žádné mléčné produkty ani mléko
- PRML – dna – jídlo často obsahuje maso nebo rybu, nejsou použity ořechy, luštěniny, pšeničné klíčky, otruby ani alkohol

## Druhy stravy spojené s náboženským vyznáním
- HNML – hindustánské jídlo – není použito žádné hovězí, telecí ani vepřové maso ani jejich extrakty
- KSML – košer jídlo – připravované podle židovských pravidel ve specializované kuchyni, porce mají originální pečeť
- MOML – muslimské jídlo – bez použití vepřového masa, alkoholu, octa a masa nešupinatých ryb jako například úhoře

## Druhy stravy spojené s přesvědčením

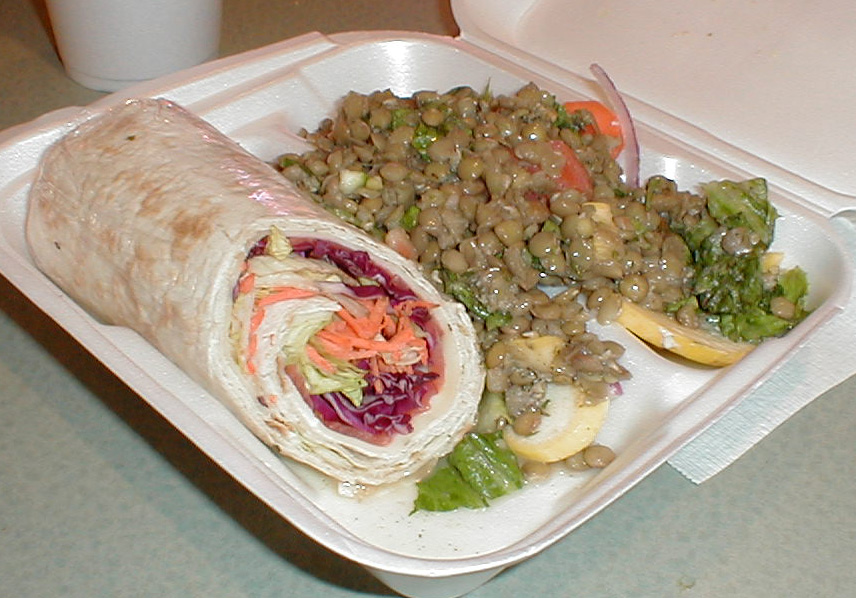
VGML a zároveň VLML strava

- AVML – indické, silně kořeněné jídlo neobsahující vejce, může obsahovat tofu, tvaroh, sýr nebo jogurt
- FPML (FRML) – ovocný talíř – čerstvé sezónní ovoce
- NVML – nízkotučná vegetariánská strava
- RVML – vegetariánské jídlo, které se skládá ze syrové zeleniny a ovoce, určené pro vitariány
- SFML (FSML) – jídlo z mořských plodů a ryb určené pro pescetariány
- VGML – zeleninové jídlo určené pro vegany
- VLML – lakto-ovo vegetariánské jídlo – pouze zelenina, vejce a mléčné produkty

Společnosti, které vyrábějí a dodávají jídlo leteckým společnostem, často distribuují pouze jeden druh vegetariánského jídla, který spadá do větší části výše uvedených kategorií, takže bývá běžně veganské.

## Další druhy stravy
- CHML – dětské jídlo
  - BBML – do 2 let věku
  - CHML – od 2 let věku
  - tdML – asi 10 let věku
- DYML – mléčné jídlo
- SPML – ostatní speciální strava – další náboženské nebo zdravotní důvody – jídlo je připravováno podle přesných pokynů